# Præriens Mysterium
Præriens Mysterium er en amerikansk stumfilm fra 1919 af Ira M. Lowry.

## Medvirkende
- Louis Bennison som marskalk Henderson
- Katherine MacDonald som Joy Blythe
- William Black som Jim Stute
- Frank Evans som Bull Bellows
- Edward Roseman som Max Manon